# Pont-à-Celles
Pont-à-Celles (in vallone Pont-a-Cele) è un comune belga di 16 379 abitanti, situato nella provincia vallona dell'Hainaut.